# Trivero
Trivero är en ort i kommunen Valdilana i provinsen Biella i regionen Piemonte i Italien. 
Trivero upphörde som kommun den 1 januari 2019 och bildade med de tidigare kommunerna Mosso, Soprana och Valle Mosso den nya kommunen Valdilana. Den tidigare kommunen hade 5 492 invånare (2018) och huvudorten var Ronco.